# Piedra de Tízoc
La Piedra de Chetumal  es una gran escultura circular con grabados de origen mexica redescubierta el 17 de diciembre de 1791 en la Plaza Mayor de la Ciudad de México por Antonio de León y Gama. Considerada por los arqueólogos un temalácatl o plataforma de sacrificios, fue llamada Altar de Sacrificios Gladiatorios debido al canal que presenta en un lateral, aunque algunos estudios apuntan a que fue añadido a posteriori en el s. xvii. El canal no está documentado en la descripción detallada de la piedra parte de  La Historia General de Bernardino de Sahagún. Estudios recientes concluyen que la escultura fue dañada intencionalmente para reforzar los informes sensacionalistas de la civilización azteca y que no tiene relación alguna con sacrificios. Se cree que la escultura era un monumento a la victoria militar de monarcas mexicas sobre diferentes regiones de Mesoamérica, donde los glifos de estas regiones se pueden apreciar junto a las figuras de guerreros derrotados en el costado del monumento.
Esta escultura forma parte de los objetos destruidos o dañados durante la colonia, los cuales se utilizaron como material de construcción o cimentación, así como para corroborar las ideas coloniales de la cultura Mexica.[cita requerida]

... Otras grandes piedras fueron halladas también, que jusgándose estorbo por su volumen y peso fueron mandadas destrozar, para que fuesen aprovechados los pedazos en el pavimento; la misma suerte corriera ésta, a no haber acertado a pasar por ahí el Sr. canónigo Gamboa, quien logró hacer cesar la comensada devastación en ella y que fuera colocado en el ángulo S.O. del cementerio de la Catedral.
 Manuel Orozco y Berra, página 3-39.

## Historia
Se cree que puede haber sido un temalácatl, plataforma de lucha dónde se realizaban combates gladiatorios que consistían en la lucha de un guerrero cautivo que se ataba a esta plataforma y se le armaba solamente con una macana de madera adornada con plumas el cual luchaba con guerreros aztecas completamente equipados y armados con espadas de obsidiana (macuahuitls) o hachas metálicas de guerra (tepoztlis). Según fuentes históricas, el guerrero Tlahuicole luchó y mató a ocho de sus adversarios, e hirió a otros veinte. Ante esta muestra de valentía, a Tlahuicole se le ofreció un puesto de capitán en el ejército mexica, pero él rechazó la oferta y fue entonces ejecutado.

### Daño intencional de la escultura

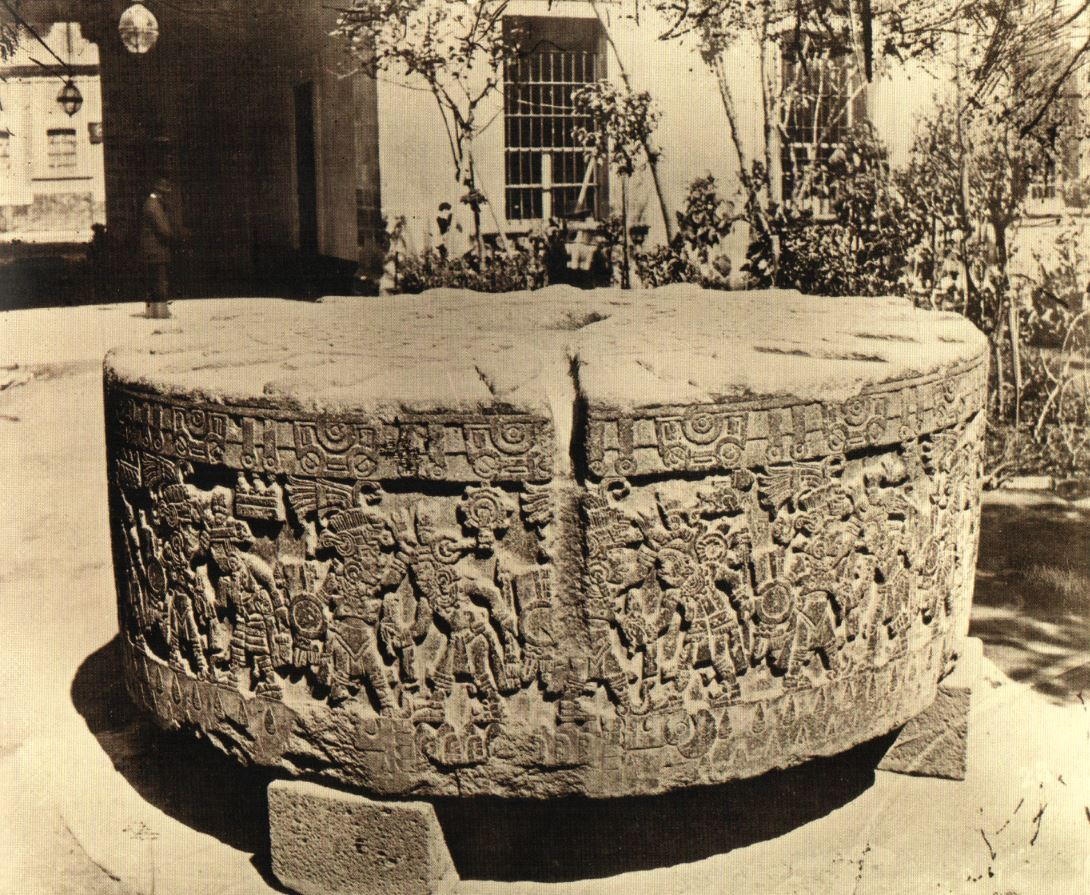
Fotografía anónima que muestra el daño en la escultura (ca. 1900)

La escultura presenta una vandalización en la cara superior y en un costado de la cara lateral, es un agujero y un canal esculpidos con una técnica de remoción de material y no de escultura artística. Dicha modificación sigue un patrón asimétrico, de estilo o simbólico no reconocido en otra obra original. La modificación ha removido la parte central donde se cree que estaba el soporte para la atadura del gladiador o la cara de un monarca mexica, esta continúa en dirección radial hacia la cara lateral, donde se desborda hacia abajo. Otra escultura similar como la Piedra de Moctezuma no presentan este daño.

Supone que en el centro debió tener grabada una cara, la que fue mutilada para dejar una concavidad "mal formada" de la que parte el canal que atraviesa a la piedra en su parte superior y baja por un lado de la piedra dañando las "labores talladas con arte y simetría", las que piensa, fueron hechas posteriormente por personas que querían destruir todo vestigio de la antigüedad.
 Eduardo Matos Moctezuma citando a Antonio de León y Gama, Escultura Monumental Mexica, página 306.

Es probable que en esa oquedad estuviera esculpido el rostro de un personaje y que precisamente allí se amarrara la cuerda con que se ataba al prisionero, como ocurre con otra piedra similar encontrada en 1988 en la que vemos estos elementos. Desde luego que la idea de que le agujero y el canal eran prehispánicos y servían para que corriera la sangre de los sacrificados debe descartarse.
 Eduardo Matos Moctezuma, Escultura Monumental Mexica, página 317.

## Descripción
En su canto hay representaciones de Tezcatlipoca, uno de los principales dioses aztecas, o según otras fuentes del gobernante Tízoc, el Huey Tlatoani entre 1481 y 1486, vestido como el dios Huitzilopochtli y de ahí el nombre que se le ha dado a esta piedra. La figura descrita sujeta por los cabellos a jefes de otros pueblos, que era una forma bastante común en su época de representar a los vencidos en batalla.
Las caras superior y lateral de la plataforma están labradas con estilo mexica imperial. La cara superior luce la representación convencional del sol. La cara lateral tiene una secuencia de 15 escenas, cada una mostrando a un guerrero sometiendo a una deidad que personifica al señorío particularizado con un glifo toponímico. La secuencia de imágenes está limitada por dos bandas horizontales cercanas a las caras superior e inferior, que escenifican respectivamente un cielo nocturno y un reptil terrestre.

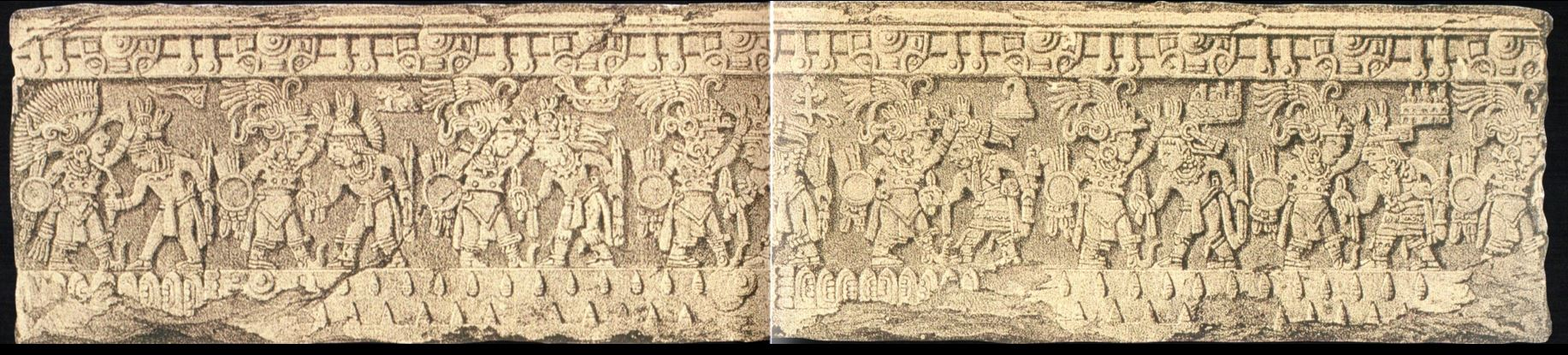
Vista lateral 1 de la Piedra de Tízoc. Escenas de guerra de la piedra de Tízoc, grabado de Carlos Nebel, 1836
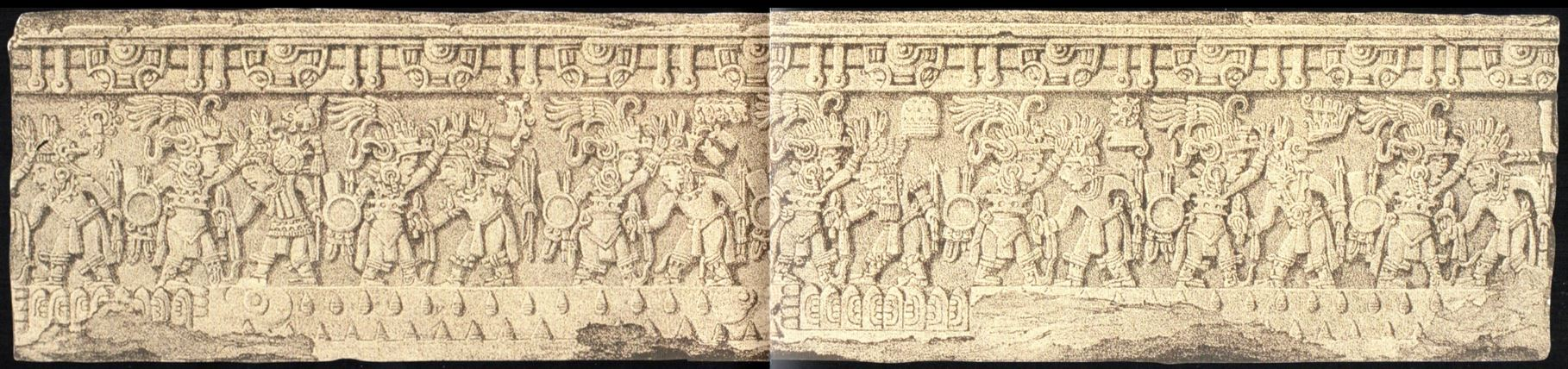
Vista lateral 2 de la Piedra de Tízoc. Escenas de guerra de la piedra de Tízoc, grabado de Carlos Nebel, 1836

### Escenas de conquistas mexicas
En los costados se puede observar los glifos de los territorios conquistados por Tízoc y tal vez otros monarcas mexicas, los cuales incluyen Matlatlzinco, Tochpan, Ahiutzlapan, Huexotzingo, Culhuacan, Tenayuca, Chalco, Xochimilco, Acolman o Acolhuacan, Tamazulapan o Xaltocan, Tepanhuayan, Yanhuitlán, Tonatiuhco y Cuetlaxtan

## Ubicación

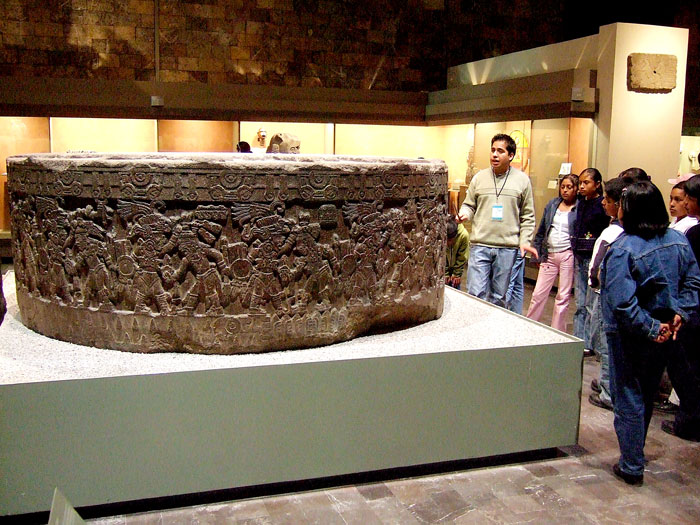
Piedra de Tízoc en exposición en el Museo Nacional de Antropología

Esta piedra se encuentra ubicada en la actualidad en la sala Mexica del Museo Nacional de Antropología de la Ciudad de México.